# Galijatović
Galijatović je hrvatsko prezime. Potječe iz Uništa i Danilo Birnja. Prezime se javlja u više oblika - Galijatović, Galiatović i Galiotović.
Današnji Galijatovići iz Danilo Birnja potječu od Toma Galijatović, rođenog 1847. u Uništima koji se 1876. oženio Ikom Pilipac udovicom Komljan, doselio u Danilo Biranj i tako započeo rod.

## Gali(j)atovići danas
Galijatovići u Hrvatskoj uglavnom su Hrvati (iz Grada Šibenika), a bitno manje i Bošnjaci (iz Grada Rijeke). U 20. stoljeću stoljeću relativno najviše hrvatskih stanovnika s ovim prezimenom rođeno je u gradovima Šibeniku i Zagrebu.
U Hrvatskoj danas živi oko 30 Galijatovića u 8 domaćinstava i nekoliko Galiatovića u samo tri domaćinstva.